# 成律歸
成律歸，為中國三國時期的東鮮卑首領之一。
東鮮卑在辽西郡塞外。成律歸是上任首領素利之弟，素利与右北平郡塞外的弥加、渔阳郡塞外的厥机并属于柯比能。魏明帝太和二年（228年）素利死，其子年少，以成律歸統領其眾。成律歸之后，東鮮卑渐渐成为慕容鲜卑、宇文鲜卑、段部鲜卑所分。